# Eliyahu-Moshe Ganhovsky
Eliyahu-Moshe Ganhovsky (hébreu : אליהו-משה גנחובסקי, né le 23 juin 1901, et mort le 19 juillet 1971, est une personnalité politique d'Israël et un activiste sioniste religieux. Il a été membre de la Knesset de 1949 jusqu'en 1955.

## Biographie
Né à Grajewo dans l'Empire russe (aujourd'hui en Pologne), il a étudié au séminaire rabbinique à Berlin. En 1923, il figurait parmi les fondateurs des Shomer religieux et les pionniers des groupes religieux.En 1926, il a aidé à organiser le Young Mizrahi et la Ligue pour les groupes de travailleurs religieux à Anvers et en 1929, est devenu vice-président de la Fédération sioniste de Belgique
En 1932, il fait son Alya à Palestine mandataire. L'année suivante , il est devenu un membre du Comité Central du Monde Mizrachi , un poste qu'il a occupé jusqu'en 1942 . Il a également été membre du comité exécutif de Hapoel Hamizrahi, un des fondateurs de  Mizrachi affilié au journal HaTzofe, et faisait partie de la faction El Makor qui prône l'activisme politique.
Il a été élu lors des élections législatives israéliennes de 1949 sur la liste Front religieux uni (une alliance des quatre principaux partis religieux), puis a été réélu aux élections législatives israéliennes de 1951, quand Hapoel Hamizrahi était dans une liste indépendante. Il a perdu son siège lors des élections de 1955, et il est mort en 1971.